# Amata issikii
Amata issikii är en fjärilsart som beskrevs av Jinhaku Sonan 1941. Amata issikii ingår i släktet Amata och familjen björnspinnare. Inga underarter finns listade i Catalogue of Life.